# Amorbimorpha
Amorbimorpha es un género de polillas tortrícidas categorizado en la tribu Sparganothini, de la subfamilia Tortricinae. Fue descrito por Kruse en 2012.

## Especies
- Amorbimorpha mackayiana Kruse, 2012
- Amorbimorpha powelliana Kruse, 2012
- Amorbimorpha schausiana (Walsingham, 1913)
- Amorbimorpha spadicea (Walsingham, 1913)